# Träume am Kamin
Die Träume am Kamin. Zwölf kleine Stücke Op. 143 sind ein Klavierzyklus von Max Reger. Die Stücke entstanden im Juni bis Juli 1915 in Jena und sind dem Rechtsanwalt Adolf Lentz gewidmet, den Reger in der Zueignung als lieben Freund bezeichnet. Der Zyklus erschien in zeitlicher Nähe zu Regers Tod im Mai/Juni 1916 bei Simrock und stellt sein letztes Klavierwerk dar.

## Hintergrund

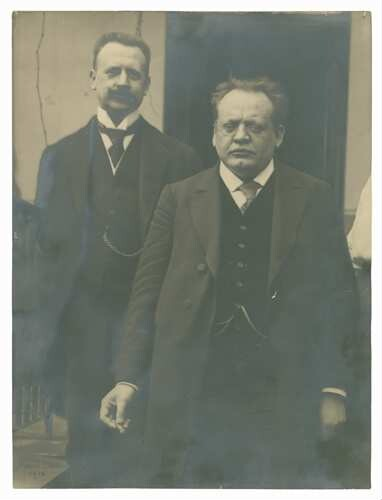
Max Reger mit Adolf Lenz, Reproduktion einer Photographie, 1916

Der genaue Zeitpunkt der Uraufführung ist unklar, vermutlich wurden einige Stücke erstmals 1916 in Düsseldorf aufgeführt. Das Klavierwerk kann in einen Zusammenhang mit den Klavierzyklen Aus meinem Tagebuch (op. 82) gestellt werden, in denen sich Reger ebenfalls von einer persönlichen Seite zeigt. Er reflektiert in den Träumen am Kamin über seine musikalische Jugend und verarbeitet Anklänge an seine Erstlingswerke. Zugleich werden die Stile einiger musikalischer Vorbilder angedeutet, wirklich offen zutage tritt aber nur die Berceuse von Frédéric Chopin in der Studie (Nr. 12).
Der Titel des Werks erinnert an die Träumereien an französischen Kaminen, eine der populärsten seinerzeitigen Märchensammlungen. Denkbar ist, dass Reger diese kannte und sie eine entfernte Inspirationsquelle darstellten.

## Einzelne Stücke
1. Larghetto: B-Dur
2. Con moto: Es-Dur
3. Molto adagio: A-Dur
4. Allegretto grazioso: E-Dur
5. Agitato: h-Moll
6. Poco vivace: As-Dur
7. Molto sostenuto: D-Dur
8. Vivace (Etüde): C-Dur
9. Larghetto: Es-Dur
10. Vivace (Humoreske): d-Moll
11. Andantino: g-Moll
12. Larghetto (Studie): D-Dur